# 女工周建容坠楼事件
周建容（1964-2014），重庆人，原深圳市哥士比鞋厂女工，2014年参与该鞋厂工人维权罢工，因此遭到解雇，2014年7月17日于厂内跳楼自杀身亡。 其后，一些中国的劳工公益组织、活动者联合倡议将周建容的忌日7月17日命名为“中国劳工受难日”。  

## 事件背景
哥士比鞋厂是成立于1989年的一家来料加工工厂，位于深圳市横岗189工业区。周建容生前在该鞋厂工作了12年，根据业绩浮动，她的月收入在3000元-6000元之间。2014年5月，哥士比工厂宣布将进行转型升级，将变更股权、重新注册、变更法人代表和更改厂名。在此之前的四个月内，工厂已经出现迟发工资、停缴部分工人的社保的情况。对此，工人向资方提出集体谈判要约，要求披露股权结构变化的信息、对工人后续待遇做出承诺，但被厂方拒绝。5月26日起，工人发起集体停工维权行动，周建容是参与者之一。  

## 事件经过

#### 工人维权
2014年5月26日，哥士比鞋厂近全厂工人（约660名） 工人发起罢工，并选举了厂方工会的副主席骆祥训作为代表，向厂方提出集体谈判邀约，要求承诺在工厂“转型”和变更股权、法人后，不裁员、不变换员工工作岗位、不降低工人工资、社保和福利待遇等。 

#### 遭资方解雇
资方未有回应工人要求，反而要求工人在6月4日复工，否则依照企业相关规章制度，认定工人“积极参与罢工”，采取处理措施。6月4日，资方对暂时复工的工人进行嘲讽，激怒工人，导致工人再次进行罢工。6月12日至7月16日，鞋厂分批次强行解雇了109名罢工工人。 
周建容在7月16日的20名解雇工人列表中。周建容此时已经在哥士比鞋厂工作了12年，按照社保条例，再缴三年社保，她将可以享有相应的退休待遇。 而深圳工厂招聘往往要求年龄在40岁以下，这意味着50岁的周建容将很难在其他工厂找到工作。

#### 周建容跳楼自杀
2014年7月17日早上5点48分，即在遭解雇的翌日清晨，周建容从自己工作的工厂车间4楼坠楼，后被送至附近一家医院，救治无效死亡。17日晚，周建容在同厂工作的丈夫、从重庆赶来的其他家人、以及约两百名工友在厂内进行了静默悼念。家人和工友曾试图将周建容的遗体运回工厂内，但防暴警察对他们进行了驱赶、并强行将遗体送至殡仪馆。 

## 事件影响及评论

#### 劳工维权人士倡议
周建容离世后，全国劳工公益组织联合劳工界人士发出「7.17声明：劳工界为深圳哥士比女工周建容被迫跳楼身亡发出的哀悼、声讨和呼吁」 （页面存档备份，存于），向劳工、资方、工会和政府提出呼吁。声明提议将7月17日命名为“中国劳工受难日”，并呼吁广东省人大迅速迅速通过正在审议中的《广东省企业集体合同条例》。该条例草案含规定“职工向企业发出集体协商要约，企业超过规定时间未答复或者无正当理由拒绝协商因此引发集体停工、怠工的，不得以职工严重违反企业规章制度为由解除劳动合同；职工因此提出解除劳动合同的，企业应当依法支付经济补偿”，即在资方不配合集团协商的情况下，工人进行停工等集体行动可以受到法律保护。包括广东番禺打工族服务部在内的39家NGO机构和1446位个体参与了签名联署。

#### 政府回应
哥士比鞋厂工人在罢工初期曾到地方劳动站、镇政府投诉，未能得到有效答复。罢工期间，工人曾经在工厂门口聚集抗议，当地派出大量警力控制罢工现场，有参与罢工的工人当场被警察带走，并有工人被拘留。工人代表、工会副主席骆祥训也遭行政拘留7天。
周建容的离世进一步激化了工人情绪，也引发了公众和上级政府的关注，导致镇政府态度发生转折，开始向资方施加压力，令资方停止解雇工人。  

#### 《广东省企业集体合同条例》通过
《广东省企业集体合同条例》最终于2014年9月通过，但是原草案中保障工人停工怠工权利的条文被删除，这一条文也是上述“7.17声明”中所呼吁的。